# Vois sur ton chemin
Vois sur ton chemin is een lied uit de Franse film Les Choristes (2004), geschreven door Bruno Coulais en Christophe Barratier. In de film werd het lied gezongen door Jean-Baptiste Maunier van het koor Les Petits Chanteurs de Saint-Marc.
Het lied werd meerdere keren gecoverd, onder andere door Beyoncé. Ook werden er techno-remixen van het nummer gemaakt. In 2023 scoorde de Duitse dj Bennett een internationale hit met zijn Techno mix van het nummer. De remix bereikte de nummer 1-positie in Duitsland, en de 9e positie in Frankrijk. In het Nederlandse taalgebied was het succes iets bescheidener; met een 20e positie in de Nederlandse Top 40, en een 24e positie in de Vlaamse Ultratop 50. 

## Tracklijst
Muziekdownload
1. "Vois sur ton chemin" [Techno mix] - 2:58